# Papiliolebias bitteri

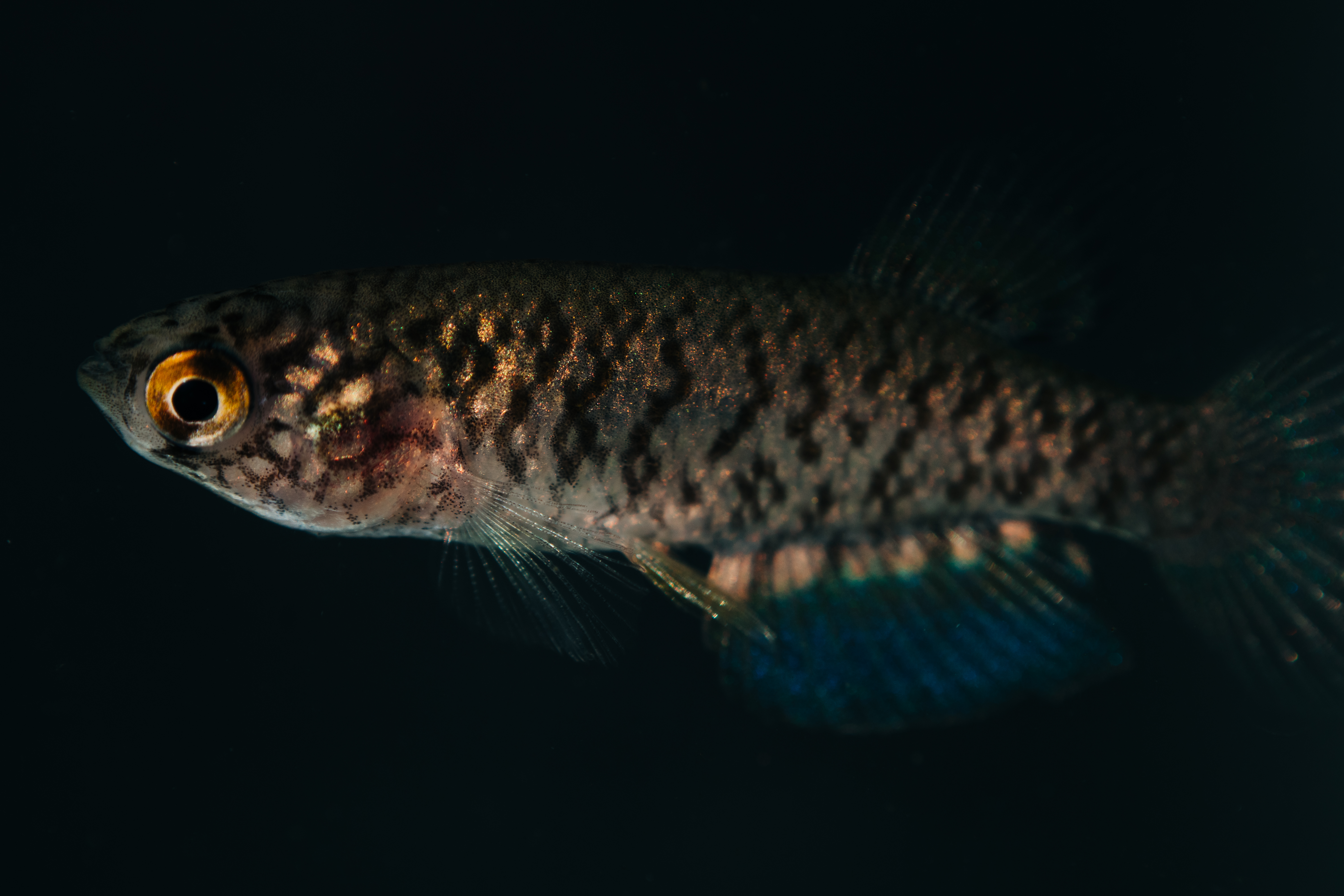
Ejemplar del chaco salteño

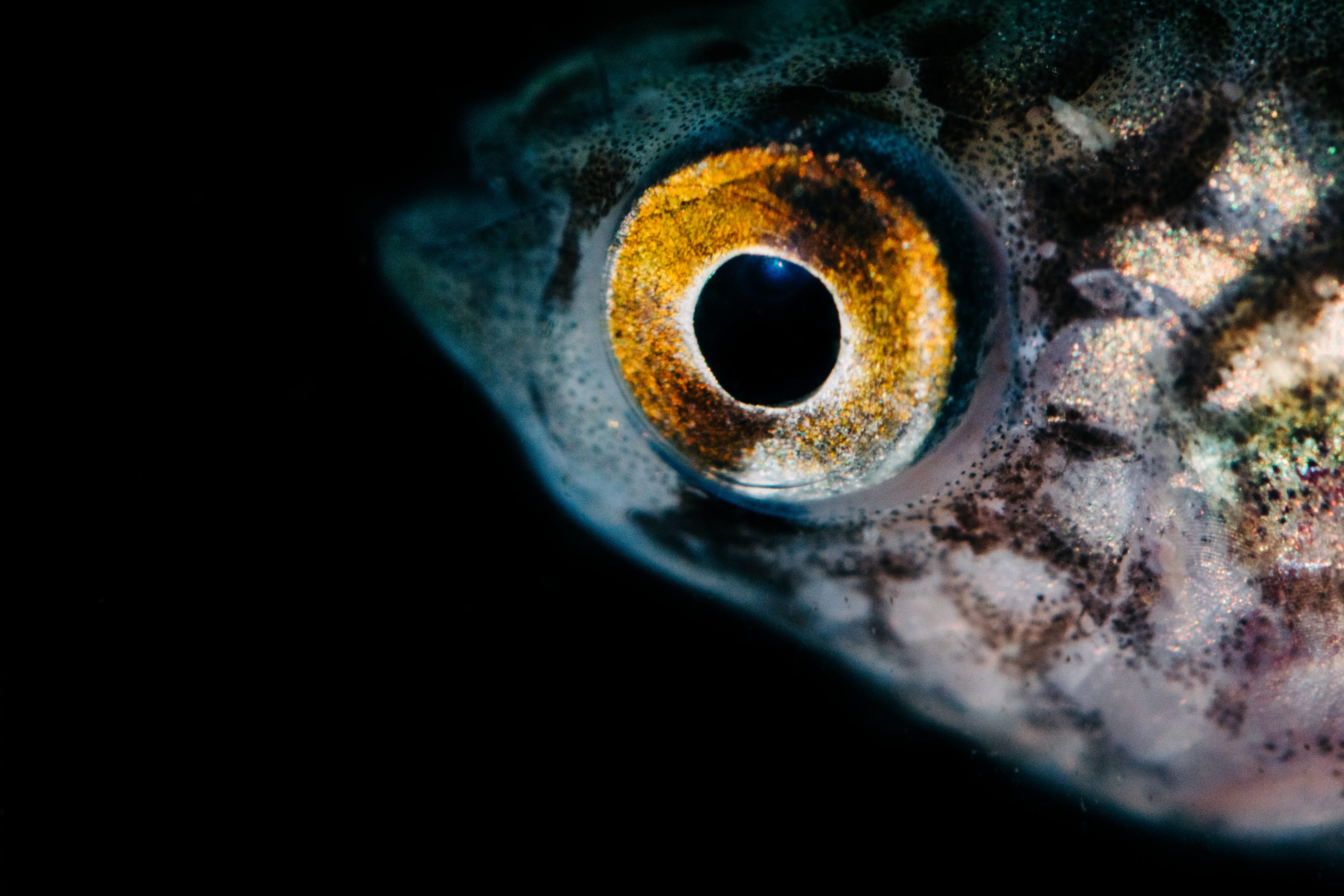
Detalle de la cabeza de un macho

Papiliolebias bitteri es un pez de la familia de los rivulidos del orden Ciprinodontiformes.

## Morfología
Los machos pueden alcanzar los 4 cm de longitud total.

## Distribución geográfica
Se encuentran en Sudamérica: Paraguay.